# Angst (película)
Angst (conocida en Hispanoamérica como La angustia del miedo) es una película de terror austríaca de 1983 dirigida por Gerald Kargl, quien coescribió el guion junto con el editor Zbigniew Rybczyński. Relata la historia de un psicópata recién liberado de prisión y está basada en la historia real del asesino  Werner Kniesek. El filme ha sido elogiado por su trabajo de cámara, por la banda sonora y por el trabajo de Erwin Leder como protagonista, y fue censurado en todo el territorio europeo por «violencia extrema» en 1983.

## Sinopsis
Un asesino serial que logra salir de prisión no ha podido reprimir su deseo de matar nuevamente. Aunque realiza varios intentos infructíferos, logra entrar en la casa de una familia compuesta por una madre y sus dos hijos, uno de ellos discapacitado en una silla de ruedas. Al ver una gran oportunidad para cumplir con su objetivo, el asesino desata un infierno en las vidas de la inocente familia y se prepara para seguir sembrando el terror.

## Reparto
- Erwin Leder es el asesino
- Silvia Ryder es la hija
- Edith Rosset es la madre
- Rudolf Götz es el hijo

## Recepción
Actualmente la película tiene un 100% de aprobación en el portal Rotten Tomatoes, basada en seis reseñas. Para Nicholas Bell de Ion Cinema, se trata de «una joya infravalorada y un ejercicio fascinantemente morboso que describe las capacidades grotescas de los perturbados [...] Es un ejercicio espeluznante y sitúa a Kargl en una categoría única de autores de un solo título». C. H. Newell de la página Scriptophobic se refirió a Angst como «un espectáculo implacable de caos y violencia con un propósito en su núcleo». El crítico Dennis Schwartz la comparó positivamente con Henry: Portrait of a Serial Killer, una película de temática similar. El cineasta argentino Gaspar Noé manifestó que la película fue una gran inspiración en su carrera, especialmente en el tono que logró dar a su filme Irreversible (2002).